# فرودگاه کلیرواتر
فرودگاه کلیرواتر (به انگلیسی: Clearwater Aerodrome) یک فرودگاه خصوصی است که یک باند فرود آسفالت دارد و طول باند آن ۱۲۱۳ متر است. این فرودگاه در کشور کانادا قرار دارد و در ارتفاع ۴۰۵ متری از سطح دریا واقع شده‌است.